# Hymn Aragonii
Hymn Aragonii został przyjęty oficjalnie w 1989 roku.
Autorami słów są Ildefonso Manuel Gil, Ángel Guinda, Rosendo Tello i Manuel Vilas. Muzykę skomponował Antón García Abril.

## Tekst
Nos ha llevado el tiempo al confín de los sueños.

Un nuevo día tiende sus alas desde el sol.

Oh tambores del cierzo, descorred ya las nubes

y a las cumbres ascienda la voz.
El paso de los siglos trazó su destino

que llama a la justicia y a la libertad.

Germinarán los campos, abiertos a sus cielos,

con la verde espiga, los racimos de oro

y el inmarchitable olivo de la paz.
¡Luz de Aragón, torre al viento, campana de soledad!

¡Que tu afán propague, río sin frontera, tu razón, tu verdad!

Vencedor de tanto olvido, memoria de eternidad,

pueblo del tamaño de hombres y mujeres, ¡Aragón, vivirás!
Resplandece el tiempo;

llega ya la edad

para que la piedra sea manantial,

de enlazar nuestras vidas

y entonar las voces.
Desde las blancas cimas donde duerme la nieve

hasta los llanos rojos que mece el aire azul,

un claro cielo enciende, con la frente en el agua,

sus coronas radiantes de luz.
Abramos las ventanas, que cante la noche,

y al ritmo de la vida, en rueda de amor,

se estrecharán las almas, cogidas de la aurora.

Brille la esperanza, se abran los caminos

en la tierra grave como un corazón.
¡Luz de Aragón, torre al viento, campana de soledad!

¡Que tu afán propague, río sin frontera, tu razón, tu verdad!

Vencedor de tanto olvido, memoria de eternidad,

pueblo del tamaño de hombres y mujeres, ¡Aragón, vivirás!
¡Tierra abierta, pueblo grande, Aragón!

¡Patria mía, patria mía, Aragón!